# Machin (seria znaczków pocztowych)

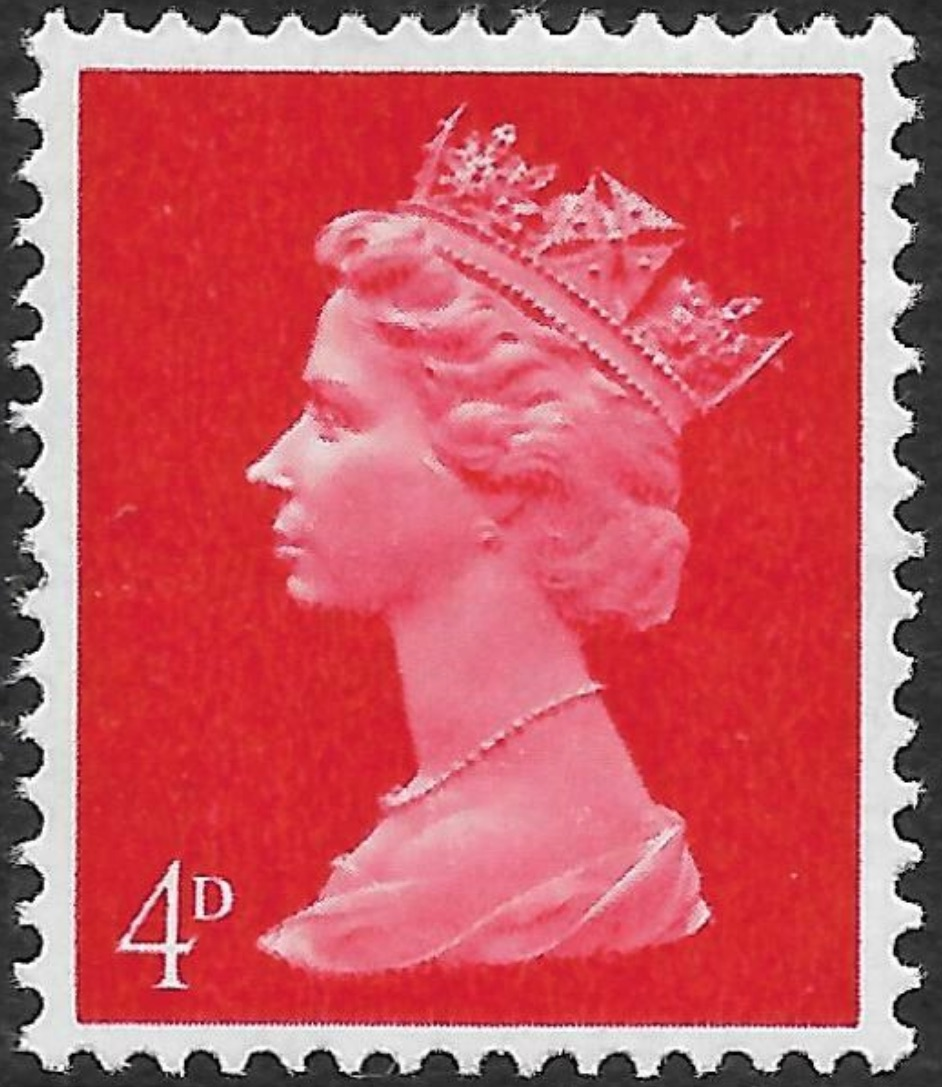
Znaczek o nominale 4 pensów z 1969 roku

Machin – seria znaczków pocztowych emitowanych w Wielkiej Brytanii w latach 1967–2022. Były to podstawowe znaczki obiegowe używane przez pocztę brytyjską (Royal Mail). Na przestrzeni lat powstało ponad 3000 odmiennych wariantów, różniących się nominałem, kolorem, wielkością oraz innymi detalami stylistycznymi lub technicznymi. Wszystkie przedstawiały zasadniczo identyczny wizerunek Elżbiety II, większość była monochromatyczna. Przyjęta przez filatelistów nazwa „Machin” pochodzi od nazwiska Arnolda Machina, który stworzył widniejącą na znaczkach podobiznę królowej.
Według różnych szacunków na przestrzeni lat wydrukowano od 175 do 220 miliardów znaczków tej serii. Tym samym przedstawiony na nich wizerunek Elżbiety II jest prawdopodobnie najliczniej powielanym dziełem sztuki na świecie.

## Historia
Brytyjskie znaczki pocztowe tradycyjnie przedstawiają wizerunek panującego monarchy, począwszy od pierwszego znaczka pocztowego w historii – Penny Black (1840). Pierwsze znaczki pocztowe z wizerunkiem Elżbiety II zostały wyemitowane wkrótce po wstąpieniu przez nią na tron w 1952 roku. Znaczki te przedstawiały popiersie monarchini w półprofilu, bazowały na portrecie autorstwa Dorothy Wilding, stąd w środowisku filatelistycznym określane są mianem serii Wilding.
Ten sam wizerunek królowej widniał obok ilustracji tematycznych na znaczkach okolicznościowych, których emisję na większą skalę rozpoczęto w latach 60. XX wieku. Ze względu na szczegółowe, fotorealistyczne przedstawienie monarchini, podobizna autorstwa Wilding sprawiała jednak projektantom znaczków trudności w zachowaniu ich spójnej stylistyki. Powołano wówczas komisję, której powierzono zadanie wyłonienia nowego wizerunku królowej na potrzeby znaczków zarówno okolicznościowych, jak i obiegowych. Wytypowano projekt rzeźbiarza Arnolda Machina, przedstawiający popiersie królowej w lewym profilu. Machin stworzył kilka jego wariantów w postaci gipsowych płaskorzeźb, które sfotografowane zostały przy różnych warunkach oświetleniowych przez fotografów z agencji Harrison and Sons. Wytypowano dwie wersje różniące się m.in. układem cieni – pierwsza odpowiednia dla znaczków o jednolitym tle, druga przeznaczona dla tła gradientowego. W wybór ostatecznych wersji zaangażowana była sama królowa. Na znaczkach obiegowych obok wizerunku monarchini umieszczony był jedynie nominał. Brak było dodatkowych zdobień, jak i pojawiających się na wcześniejszych znaczkach słów postage i revenue. Prosta stylistyka inspirowana była znaczkiem Penny Black. W oparciu o pracę Machina David Gentleman opracował jednobarwną sylwetkę królowej, którą umieszczano odtąd na znaczkach okolicznościowych.

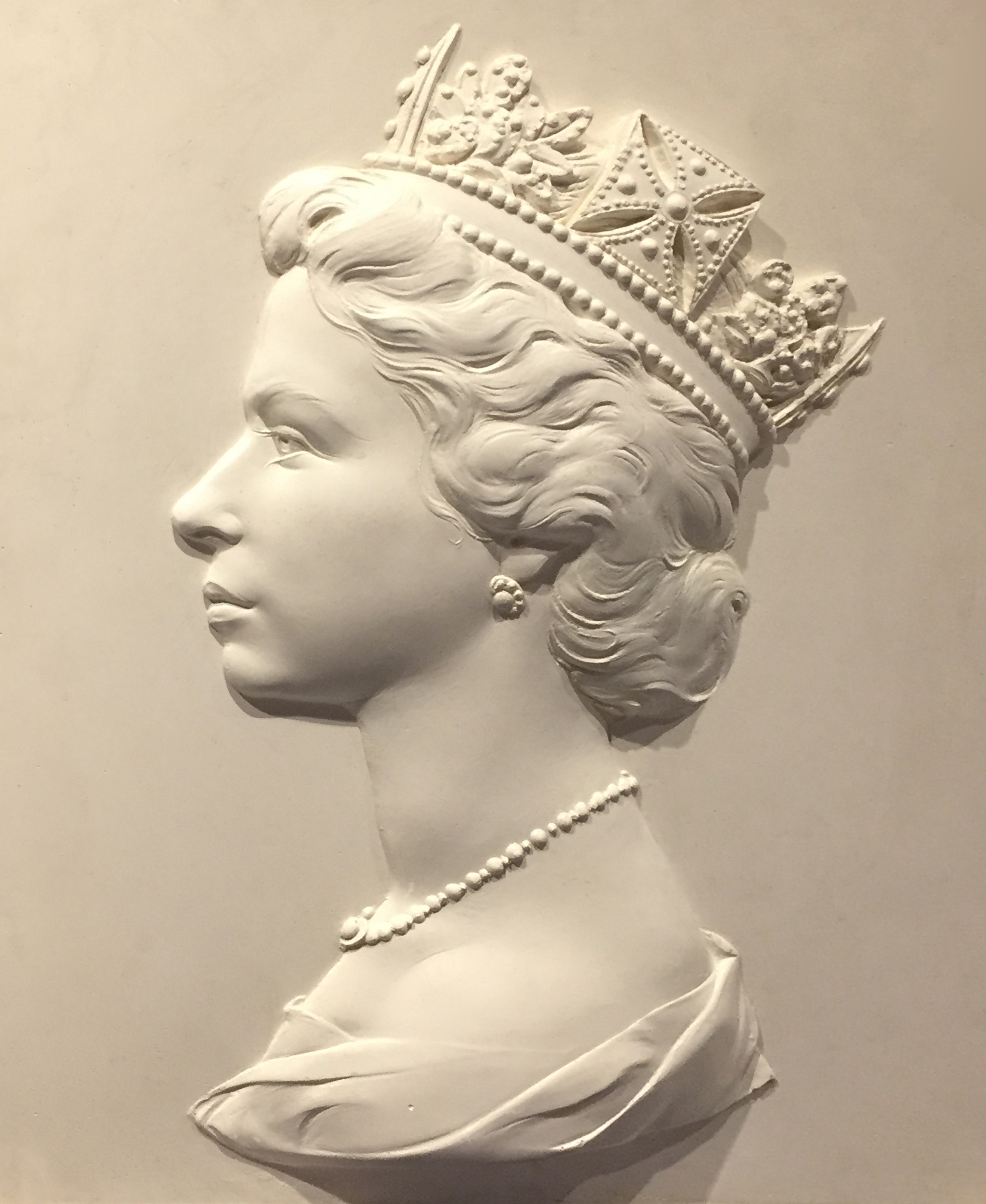
Płaskorzeźba autorstwa Arnold Machin, której reprodukcja umieszczona jest na znaczkach

Pierwsze trzy znaczki serii Machin weszły do obiegu 5 czerwca 1967 roku – oliwkowozielony o nominale 4 (starych) pensów, fioletowy o nominale 1 szylinga oraz pomarańczowo-brązowy o nominale 1 szylinga i 9 pensów. Wkrótce rozpoczęto emisję znaczków o kolejnych nominałach, które wyparły znaczki obiegowe starszych typów. 15 lutego 1971 roku, w dniu decymalizacji funta (Decimal Day) do obiegu weszło dwanaście nowych znaczków o nominałach od ½ do 9 nowych pensów. Już rok wcześniej wprowadzono znaczki wysokowartościowe o nominałach 10, 20 i 50 nowych pensów. Kolejne znaczki, o co raz to nowych nominałach (i kolorach), wydawane były prawie każdego roku, co odzwierciedlało stale rosnące ceny przesyłek pocztowych, będące przejawem inflacji. W 1989 roku do obiegu po raz pierwszy wprowadzono znaczki beznominałowe, których wartość odpowiadała standardowej przesyłce listowej klasy 1. (priorytetowej) lub 2. (ekonomicznej) – od tamtej pory były to najczęściej spotykane wersje tego znaczka.
Arnold Machin był również autorem podobnego wizerunku Elżbiety II, który widniał na awersie brytyjskich monet w latach 1968–1984. O ile na monetach wizerunek kilkakrotnie odświeżano wraz z postępującym wiekiem monarchini, o tyle podobizna na znaczkach pozostawała niezmieniona przez ponad pół wieku, do końca panowania Elżbiety II. Decydującym czynnikiem było to, że sama królowa upodobała sobie tenże wizerunek.
W 1990 roku i ponownie w 2000 roku, z okazji 150. i 160. rocznicy wydania Penny Black, emitowano znaczki, na których wizerunkowi Elżbiety II towarzyszyła podobizna królowej Wiktorii.
Wszystkim znaczkom emitowanym od lutego 2022 roku towarzyszył odrywalny kupon z nadrukowanym kodem 2D. Kod ten, unikalny dla każdego wydrukowanego znaczka, miał ułatwiać śledzenie przesyłek w systemie pocztowym oraz pozwalać na wykrywanie znaczków fałszywych. Wcześniej wyemitowane znaczki, pozbawione tego kodu, od 31 stycznia 2023 roku nie mogą być wykorzystane do nadawania przesyłek pocztowych.
Po raz ostatni nowe znaczki serii Machin zostały wprowadzone do obiegu w kwietniu 2022 roku, pięć miesięcy przed śmiercią królowej. W 2023 roku wydano pierwsze znaczki z podobizną króla Karola III, które nawiązują stylistyką do serii Machin. Znaczącą różnicą jest brak korony na głowie monarchy.

## Opis

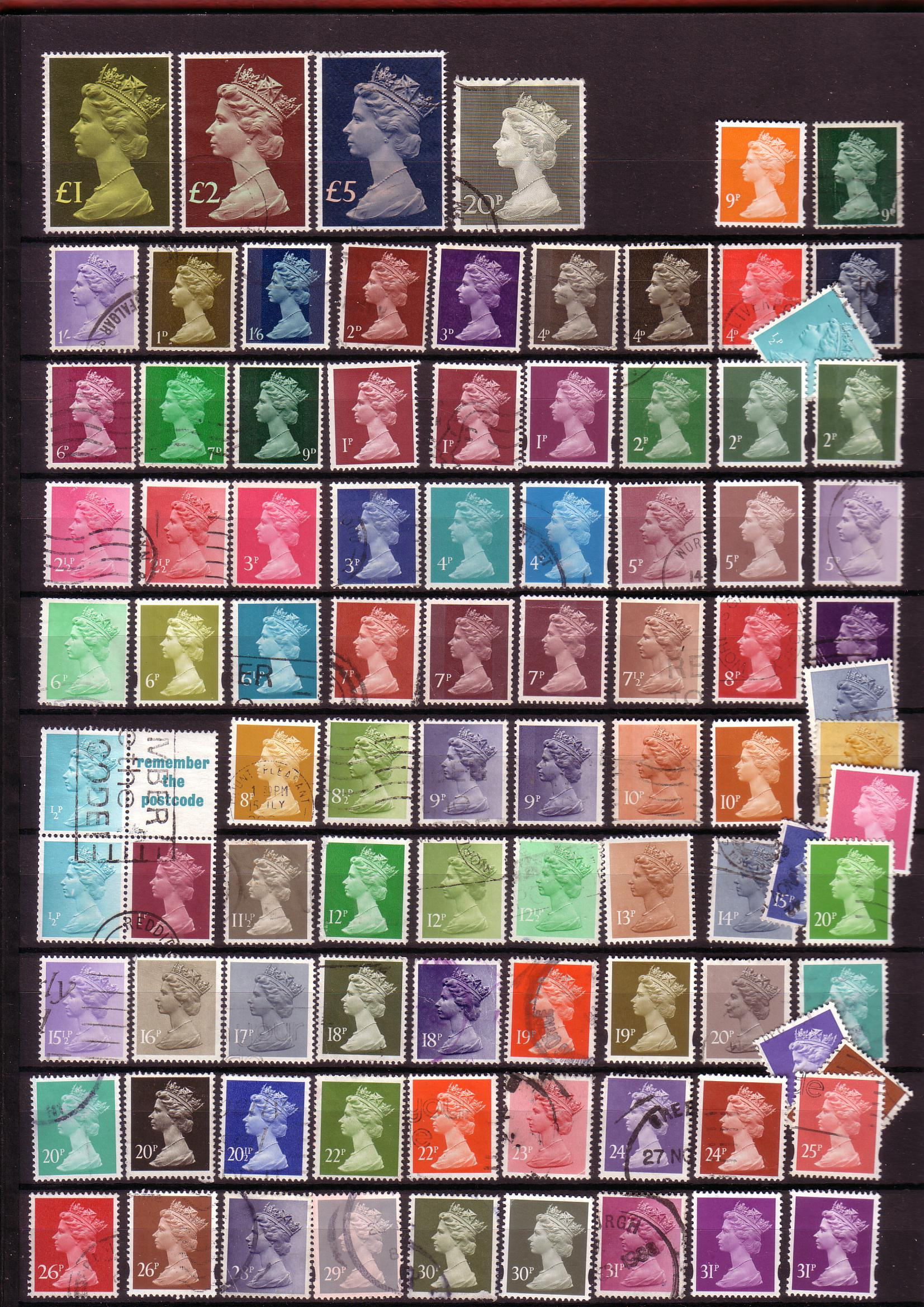
Kolekcja wczesnych znaczków serii Machin

Znaczki serii Machin cechują się prostą, ale podniosłą stylistyką. Centralną część znaczka stanowi wizerunek Elżbiety II – popiersie w lewym profilu. Królowa przedstawiona jest w wieku około 40 lat, z nałożonym na głowę diamentowym diademem, na szyi widoczny jest perłowy naszyjnik. Na większości znaczków w lewym dolnym rogu widnieje nominał, bądź napis 1st lub 2nd, wskazujący, że wartość znaczka odpowiada standardowej przesyłce listowej 1. lub 2. klasy. Na przestrzeni lat emitowane były znaczki zarówno o „standardowych” nominałach (w 2022 roku – 1, 2, 5, 10, 20 lub 50 pensów oraz 1, 2, 3 lub 5 funtów), jak i odpowiadające aktualnym kosztom przesyłek (w 2022 roku – £1,85, £2,55, £3,25 i £4,20 przeznaczone dla różnych przesyłek międzynarodowych). Najniższym nominałem, emitowanym do 1984 roku, było ½ pensa.
Niemal wszystkie znaczki serii Machin były monochromatyczne, nieliczne były dwubarwne. Znaczkom o różnej wartości emitowanym równolegle nadawano odmienne kolory. Na przestrzeni lat wyemitowano znaczki w ponad 130 różnych barwach. Również wielkość znaczków z czasem ulegała zmianie. Do 1977 roku odmienny, większy format stosowano dla znaczków wysokiej wartości, a w późniejszych latach dla znaczków na duże przesyłki listowe oraz dla znaczków specjalnych. Najmniejsze mierzyły 20×24 mm, największe – 59×65 mm.
W myśl Światowej Konwencji Pocztowej Wielka Brytania, jako „kraj, który wynalazł znaczki pocztowe”, jest jedynym państwem członkowskim Światowego Związku Pocztowego, którego nie dotyczy obowiązek opatrywania wydawanych znaczków nazwą kraju emitującego. Nie widnieje ona na znaczkach serii Machin, podobnie jak i na większości innych brytyjskich znaczków.
Na części znaczków wydawanych w Szkocji, Walii, Irlandii Północnej oraz na Wyspie Man w lewym górnym rogu widniał odpowiedni symbol heraldyczny – szkocki lew, smok walijski, czerwona prawica Ulsteru bądź triskelion Wyspy Man.